# Museu do Folclore de São José dos Campos
O Museu do Folclore de São José dos Campos é localizado dentro do Parque Municipal Roberto Burle Marx, conhecido popularmente como Parque da Cidade, atualmente considerado zona de preservação pelo fato de agregar bens de interesse histórico, cultural, arquitetônico, em São José dos Campos, São Paulo, no bairro Santana.  É um espaço cultural que atualmente faz parte da Fundação Cultural Cassiano Ricardo (FCCR), sob a gestão do Centro de Estudos da Cultural Popular (CECP).
Criado em 1987 pela Comissão Municipal de Folclore da FCCR, o Museu instalou-se pela primeira vez, de forma temporária, na Igreja São Benedito, na Praça Afonso Pena, em 1992, após anos de pesquisa de campo, a fim de dar importância para a cultura popular e o processo social da região. Cinco anos depois, em 1997, teve sua instalação permanente no Parque da Cidade, na antiga casa de Olivo Gomes.
O Museu do Folclore tem como objetivo de desenvolver, informar e valorizar o folclore da região de São José dos Campos, Vale do Paraíba e Litoral Norte de São Paulo.

## História
O Parque Municipal Roberto Burle Marx era, na década de 20, uma fazenda com área total de 960.000m².  Em 14 de março de 1925, criou-se a Tecelagem Parayba, sendo os seus acionistas Ricardo Severo da Fonseca Costa e Carlos Leôncio de Magalhães, e como diretores o Dr. Paulo de Moraes Barros, Eduardo da Fonseca Costa e José Severo Dumont da Fonseca.
Por meio da Lei n° 164, de 15 de setembro de 1925, baseado na resolução de 1920, a Tecelagem Parahyba conseguiu uma série de isenções fiscais, como taxa de água e esgotos e impostos sobre automóveis.
A inauguração da fábrica ocorreu em 2 de julho de 1927. Nessa época, o Dr. Paulo de Moraes abandonou o cargo de diretor-presidente para assumir o cargo de deputado federal, sendo substituído pelo sr. Antonio de Almeida Braga, outro acionista.

Em 1929, com a quebra da Bolsa de Nova Iorque, que era referência aos preços da produção mundial, houve queda dos valores de produção no mundo todo, gerando problemas agravantes para a Tecelagem. Assim, em um curto espaço de tempo (entre 1929 e 1933), aconteceram diversas mudanças nos cargos de chefia que interferiam no controle da empresa, até que em 1933 Olivo Gomes assumiu a presidência da Tecelagem definitivamente.

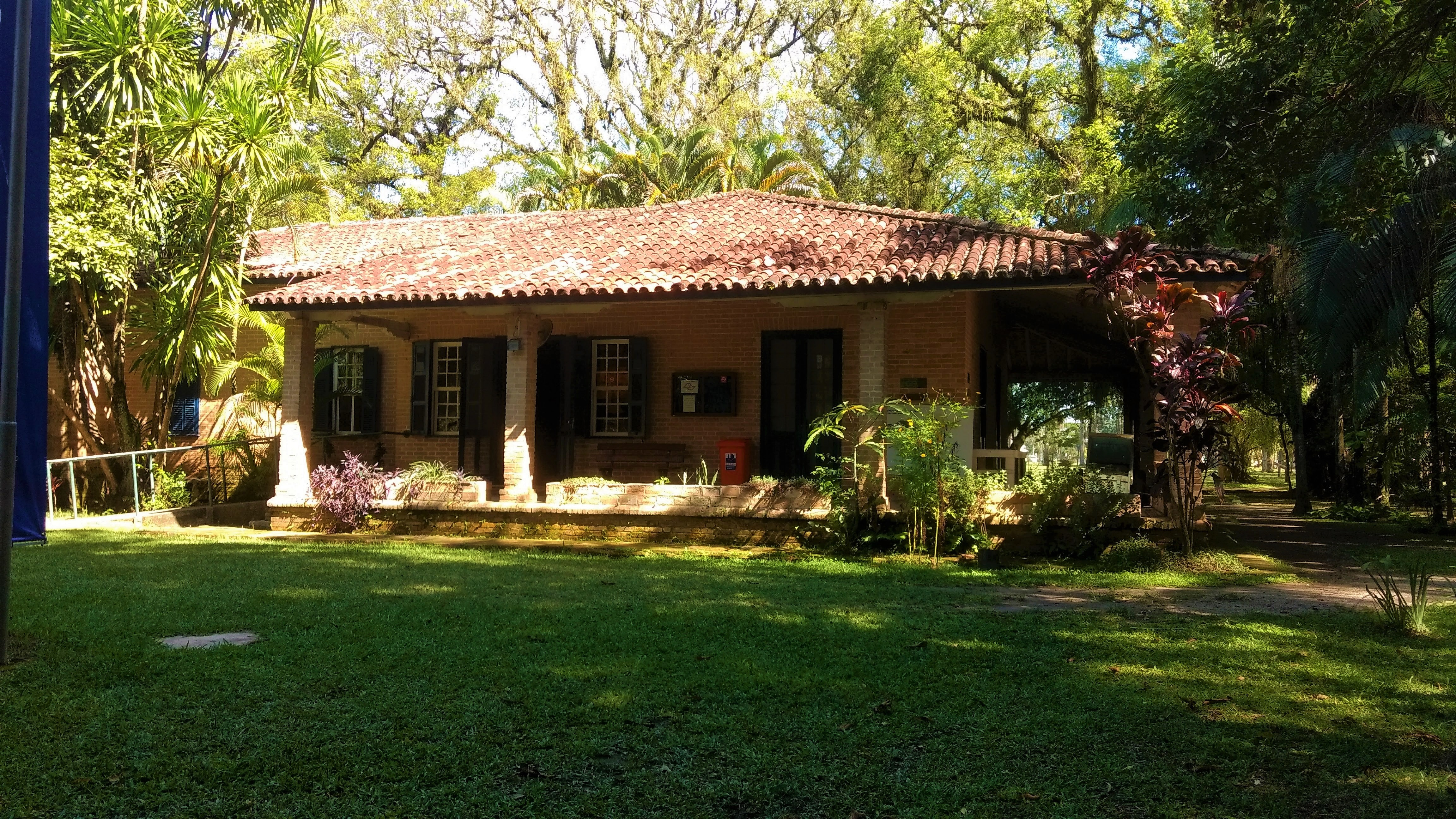
"Casa Velha" de Olivo Gomes, hoje sede do Museu do Folclore

Olivo Gomes, nesta época, comprou a Fazenda e a Tecelagem Parayba e morou com sua família na casa construída em 1920, que era chamada na época de "Casa da Gerência". Permaneceu nesta casa até a construção da residência principal, projetada por Rino Levi, em 1951, seis anos antes da morte de Olivo Gomes. Após a mudança para a nova residência, a "Casa da Gerência" tornou-se uma casa para hóspedes, amigos, empresários e parentes, recebendo o nome de "Casa Velha".
A Tecelagem controlava cerca de 70% do mercado nacional de cobertores de mantas na década de 1950 e 1960, exportando seus produtos para diversos países como Estados Unidos e com o famoso jingle "já é hora de dormir, não espere a mamãe mandar, um bom sono pra você e um alegre despertar". Nesse período, foram construídos diversas casas na Fazenda que hoje são considerados patrimônios da arquitetura, como o Galpão para Máquinas (1957), o complexo da Usina de Leite (1963), a Residência Carlos Millán (1951), o Hangar para Aviões (1965) e a Nasa Nova Aliança (1965) e foi executado o paisagismo da Residência Olivo Gomes, de autoria de Roberto Burle Marx (1966)  e da já citada segunda casa de Olivo Gomes, conhecida como Residência de Olivo Gomes (1951), tombada pelo Conselho de Defesa do Patrimônio Histórico, Arqueológico, Artístico e Turístico (CONDEPHAAT) em novembro de 2013, constada no Livro de Tombo Histórico na inscrição nº 408, p. 121.
Depois de anos em funcionamento, a Tecelagem entrou em crise e pediu seu primeira acordo para não declarar falência, hipotecando bens para adquirir empréstimos em 1982.
Em paralelo, no ano de 1986, criou-se a Comissão Municipal do Folclore da FCCR, formada por pesquisadores, educadores, agentes culturais e interessados nos estudos do folclore da época a fim de fortalecer a identidade cultural da região. Um ano depois, após muitas pesquisas e reuniões, a Comissão sugeriu a criação do Museu do Folclore na cidade.
Em 1992, o Museu instalou-se provisoriamente na Igreja São Benedito, em São José dos Campos, com um acervo de 203 peças recolhidas e estudadas pela Comissão do Folclore. Nessa mesma época, as dívidas da Tecelagem com ICMS, FGTS, Imposto de Renda e IPTU somavam 50 milhões de dólares, inviabilizando inclusive o pagamento de salários da Tecelagem Parayba. O afastamento de Clemente Gomes, filho de Olivo Gomes, da direção da fábrica e a morte acidental de Severo Gomes também filho de Olivo Gomes, fez com que a família entregasse a fábrica e parte do maquinário ao BNDES para a quitação da dívida com o Estado de São Paulo e a área da residência para a Prefeitura Municipal de São José dos Campos para quitar as dívidas de FGTS. Em dezembro de 1993, a Tecelagem encerrou suas atividades, sendo hoje ocupada por uma cooperativa têxtil.
No ano de 1996, a Fazenda da Tecelagem foi transformada em Parque Municipal e em setembro do mesmo ano, foi apresentado o projeto de ocupação pelo Museu do Folclore, sendo, no final de 1997, iniciadas as obras de recuperação do edifício, em que o Museu ganhou instalação definitiva na casa abandonada de Olivo Gomes, a "Casa da Gerência", dentro do Parque da Cidade, por meio da Lei de Incentivos Fiscais (LIF) à Cultura, que beneficiou o projeto pelos dois anos seguintes. Hoje, a fábrica não exerce mais suas atividades e é uma empresa em liquidação.
Em 2000, a Fundação Cultural Cassiano Ricardo assumiu a responsabilidade de manter o Museu do Folclore em parceria com o Centro de Estudos da Cultura Popular (CECP), entidade que fora construída pelos membros da então Comissão de Folclore.

## O Museu
A exposição permanente do Museu do Folclore de São José dos Campos chama-se "Patrimônio Imaterial: Folclore e Identidade Regional" e foi criada em 2006 sob a curadoria do museólogo Raul Lody. Composta por diferentes obras, objetos, imagens, fotos e vídeos relacionados à cultura do folclore da região e do Brasil, é organizada em dez ambientes diferentes:

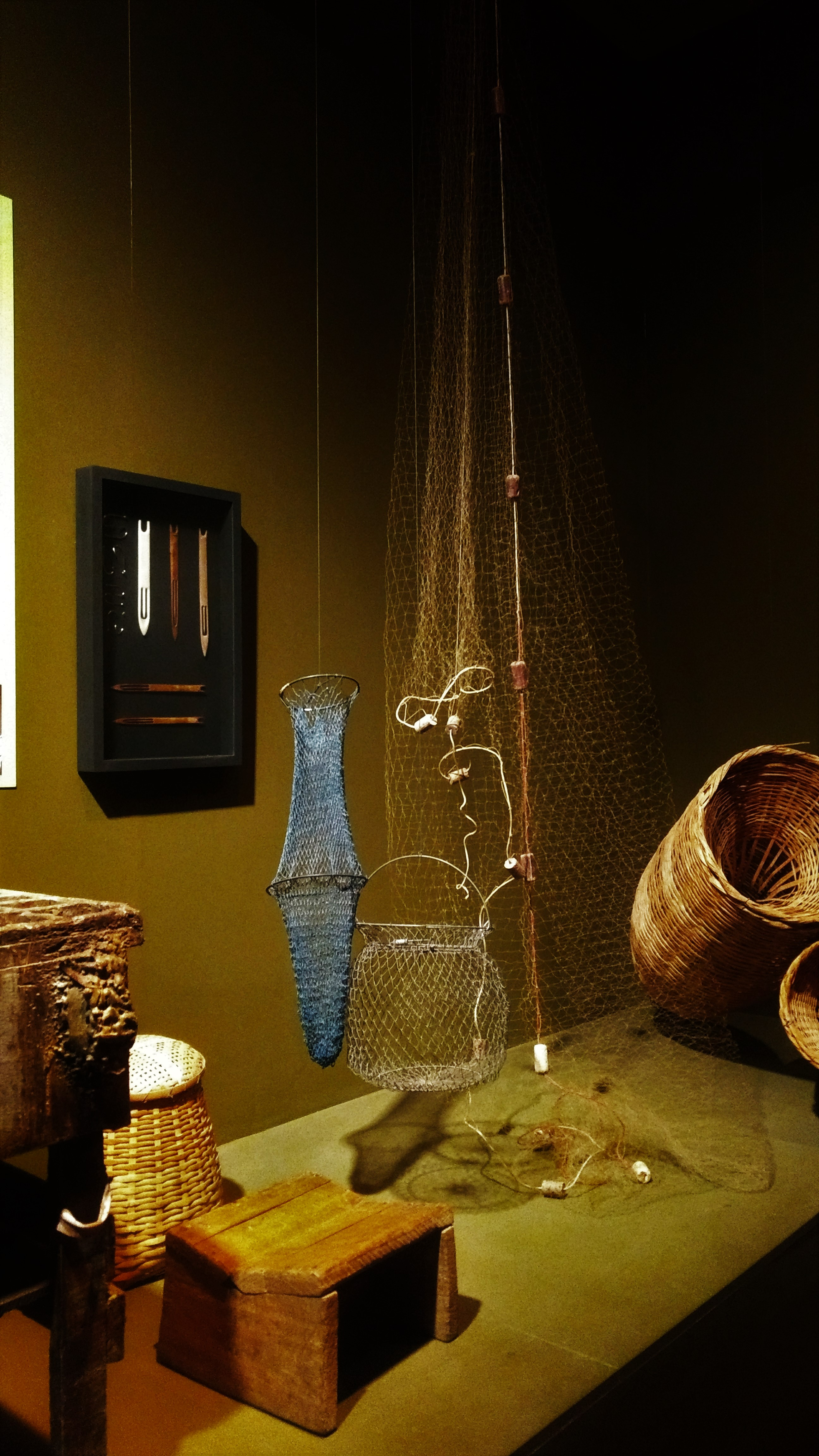
Redes e material de pesca expostos na "Sala Tecnologias"

- Sala São José dos Campos: um grande painel explicando a história do ciclo do café e manifestações culturais e religiosas do Vale do Paraíba são expostas. Além disso, há duas vitrines de modelagem em barro: a primeira reproduz a Praça Afonso Pena e suas atividades (localizada no centro de São José) e na outra, figurinas de pavões modelada em barro e feitas por figureiros diferentes de São José dos Campos e Taubaté, retratando a arte popular da região.
- Sala das Tecnologias: vinte e dois objetos feitos com diferentes materiais e técnicas são exibidos, expondo o trabalho do homem em transformar e dar utilidade e função para materiais que são encontrados na natureza, como o barro. Entre as mostras, estão por exemplo, mesa de sapateiro e rede de pesca, todos feitos por antigos moradores da região.
- Sala Religiosidade: são expostos artes feitas por moradores da região, como presépios e ex-votos, a fim de mostrar a crença e devoção da região.
- Sala Santos de Fé: local para homenagear os santos negros cultuados na região, representação religiosa construída pelos africanos durante o Ciclo do Café.
- Sala Festas: obras e documentos de festas locais expostas.
- Sala Identidades: local em que são expostas diversas fotografias de pessoas comuns da região, a fim de sensibilizar o visitante e mostrar que cada um tem sua própria identidade e como isso influencia na cultura de cada um, além da mistura de etnias.
- Sala Brasil: espaço com dez obras de artesanato de diversos estados brasileiros distribuídos. Ainda há uma televisão que exibe um vídeo para ajudar o visitante a compreender a exposição.
- Sala das Panelas: na segunda casa do Museu, é exposta uma cozinha caipira, com fogão de lenha e paredes de pau a pique, além de utensílios domésticos, para expor as características da culinária da região[2].Santos negros na "Sala Santos de Fé"

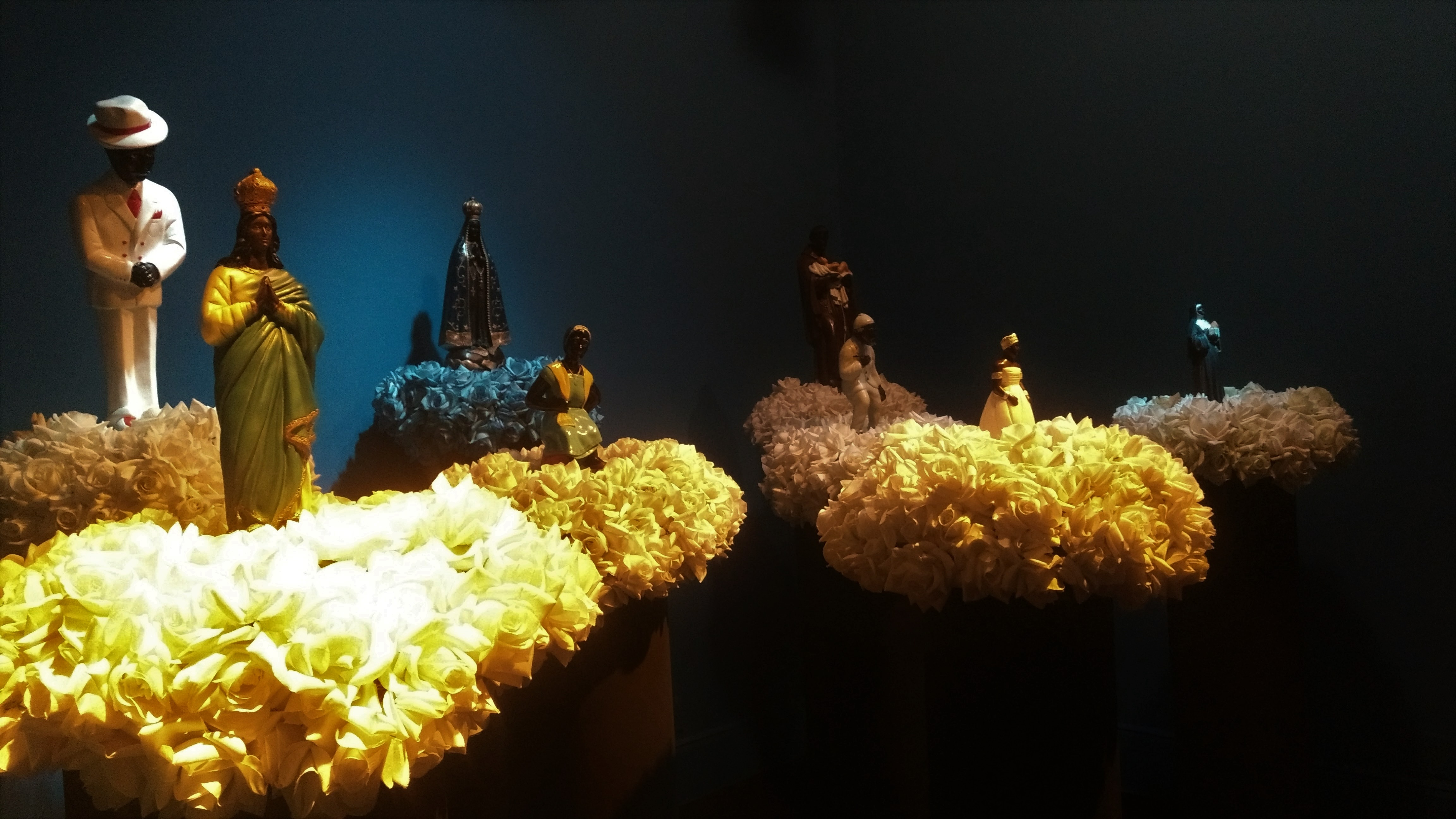
Santos negros na "Sala Santos de Fé"

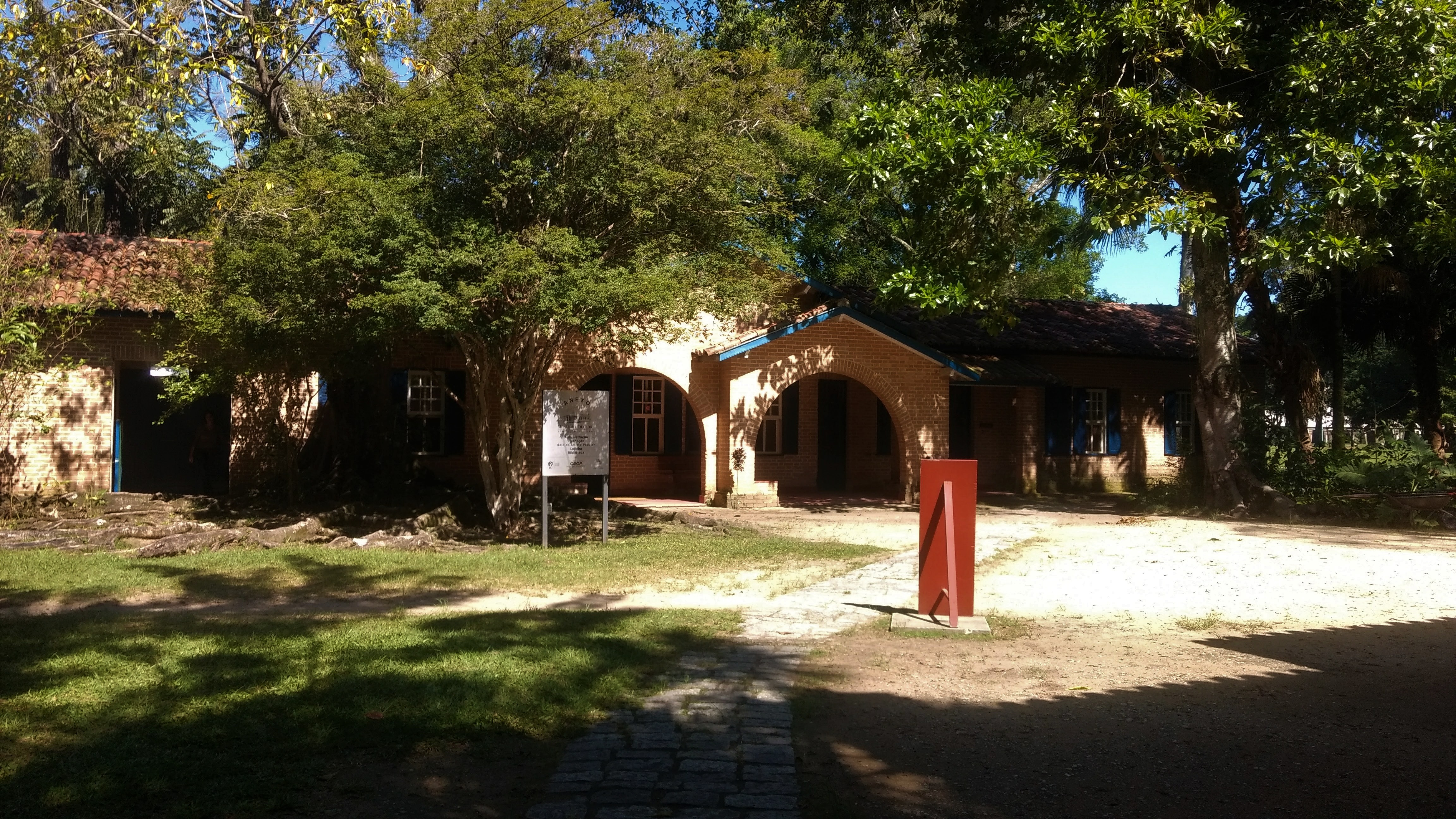
Segunda casa do Museu, onde fica a "Sala das Panelas", a Brinquedoteca, a Biblioteca e a Vendinha do Museu

Ainda na segunda casa, fica a biblioteca do Museu do Folclore, que tem obras direcionadas a cultura popular. Com acervo de livros, áudios, vídeos e fotos, reúne mais de 2300 documentos. As primeiras obras foram doadas pelas folcloristas Angela Savastano e Maria Helena Weiss, em 1997. Os empréstimos na biblioteca são gratuitos. Também há a Reserva Técnica, dividida em dois ambientes: Reserva Orgânica (obejtos de madeira, fibras e tecidos) e a Reserva Inorgânica (objetos de metal, pedra e argila - tradicional arte do Vale do Paraíba). O local serve para armazenar o acervo que não é exposto, para pesquisas, documentações, tratamentos de higienização e reparos.
Além disso, existe a Brinquedoteca destinada às crianças da pré-escola e alunos do Ensino Fundamental, para estimular a criatividade e aprender a cultura popular da região. Foi construída em maio de 2013 com o apoio da Secretaria do Estado da Cultura, no Programa de Ação Cultural (Proac) e com a ajuda do Centro Nacional do Folclore e Cultura Popular (CNFCP) e do Senac de São José dos Campos (através do programa Rede Social).
Outro espaço do Museu do Folclore é direcionado aos visitantes que querem levar uma lembrança da cultura popular regional, chamado de "Vendinha do Museu". Com objetos de argila, madeira, couro e outros materiais feitos por diversos moradores, as obras estão dispostas neste espaço estão todas à venda.

## Outras Atividades
O Museu do Folclore também realiza outras atividades ao longo do ano, atraindo diversos visitantes:
Ciclo de Natal: realizado desde o início de dezembro até o final de janeiro, presepeiros de São José dos Campos ou da região montam, em conjunto, um presépio na área externa do museu. Grupos de Folias de Reis participam da abertura e fechamento do projeto - essa participação é chamada de "Chegada a Benção das Bandeiras".
Dialogando com o Folclore: projeto do próprio Museu que, através de palestras, tem como objetivo ampliar o conhecimento de educadores e pesquisadores a respeito da cultura popular.
Mês do Folclore: uma das atividades de mais sucesso, o Museu abre as o portas para alunos de educação infantil e ensino fundamental da região para uma programação especial no mês de agosto, com atividades relacionadas à cultura popular, que recebe cerca de 11 mil crianças.
Museu Vivo: extensão da exposição permanente, o Projeto Museu Vivo é desenvolvido um domingo por mês onde moradores podem fazer suas obras relacionadas à cultura popular como artesanato, culinária e música, aberto ao público.
Além delas, também há a Semana de Museus e Primavera dos Museus, realizada em maio para comemorar o Dia Internacional do Museu; Ouvindo Por Acaso, que mostra através da música a tradição de diferentes manifestações regionais do país e Coleção Cadernos de Folclore, que reúne contribuições de pesquisas científicas e relatos de experiência para fonte de consulta de pesquisadores e historiadores.

## Galeria de Fotos

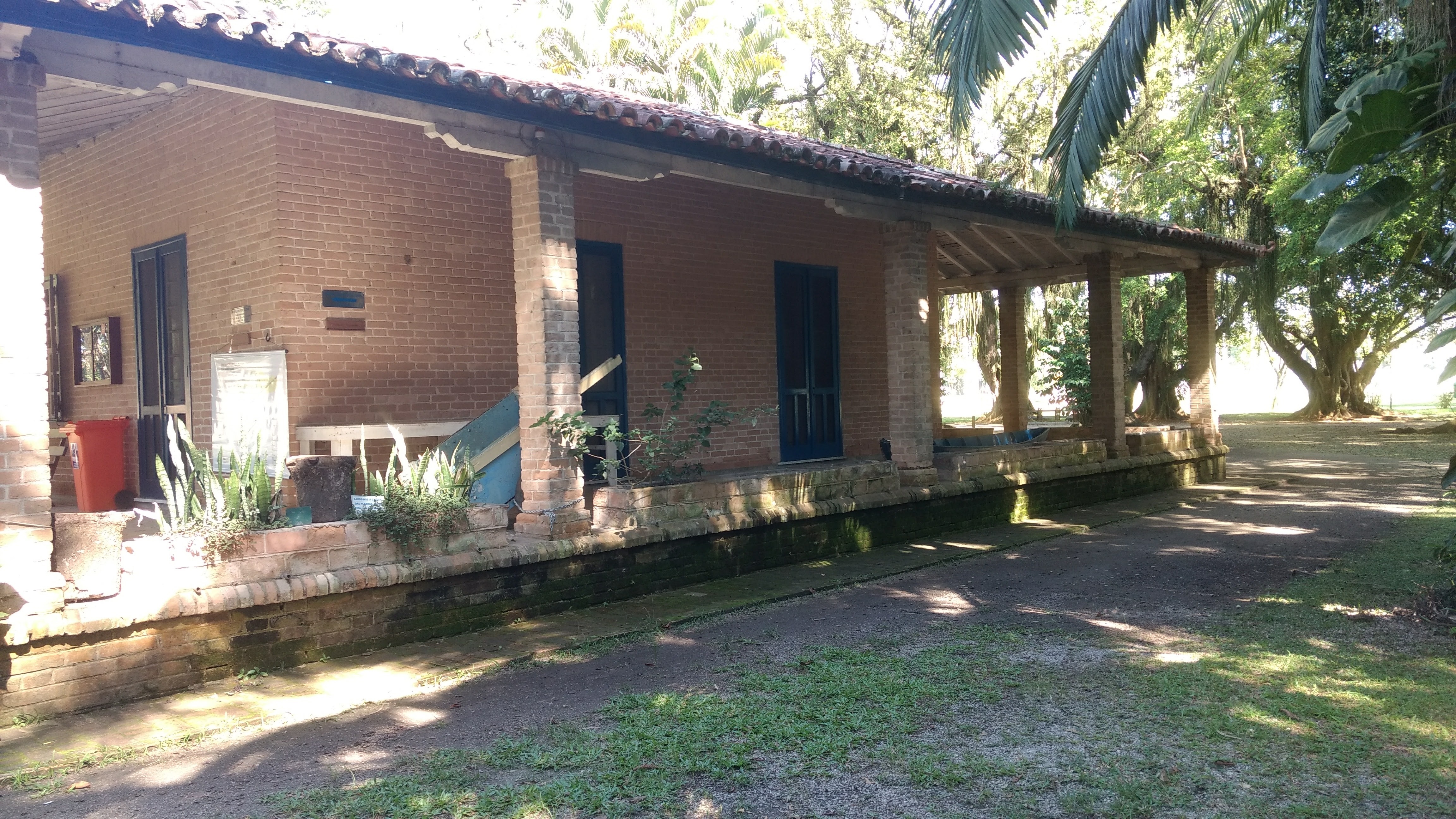
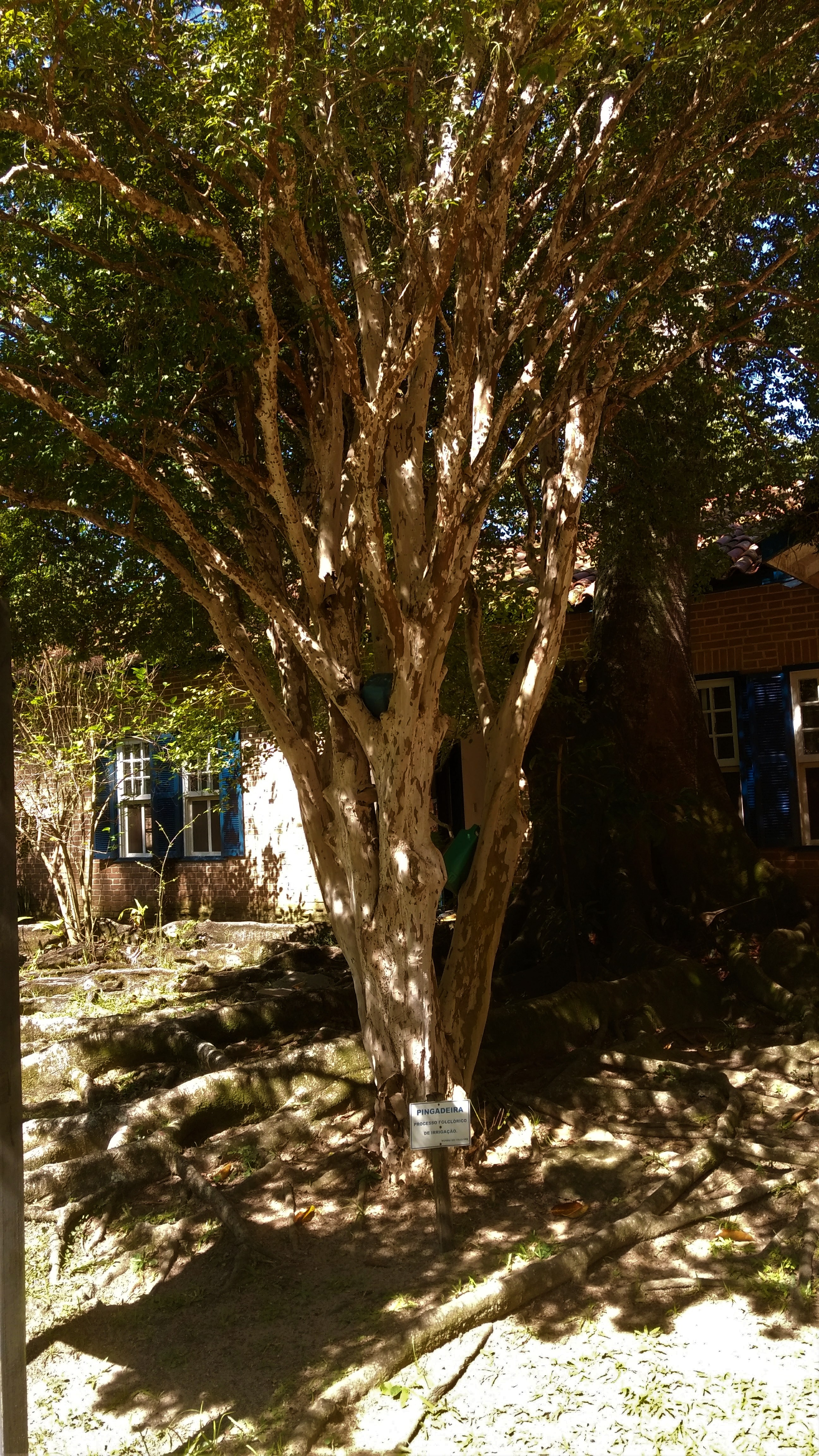
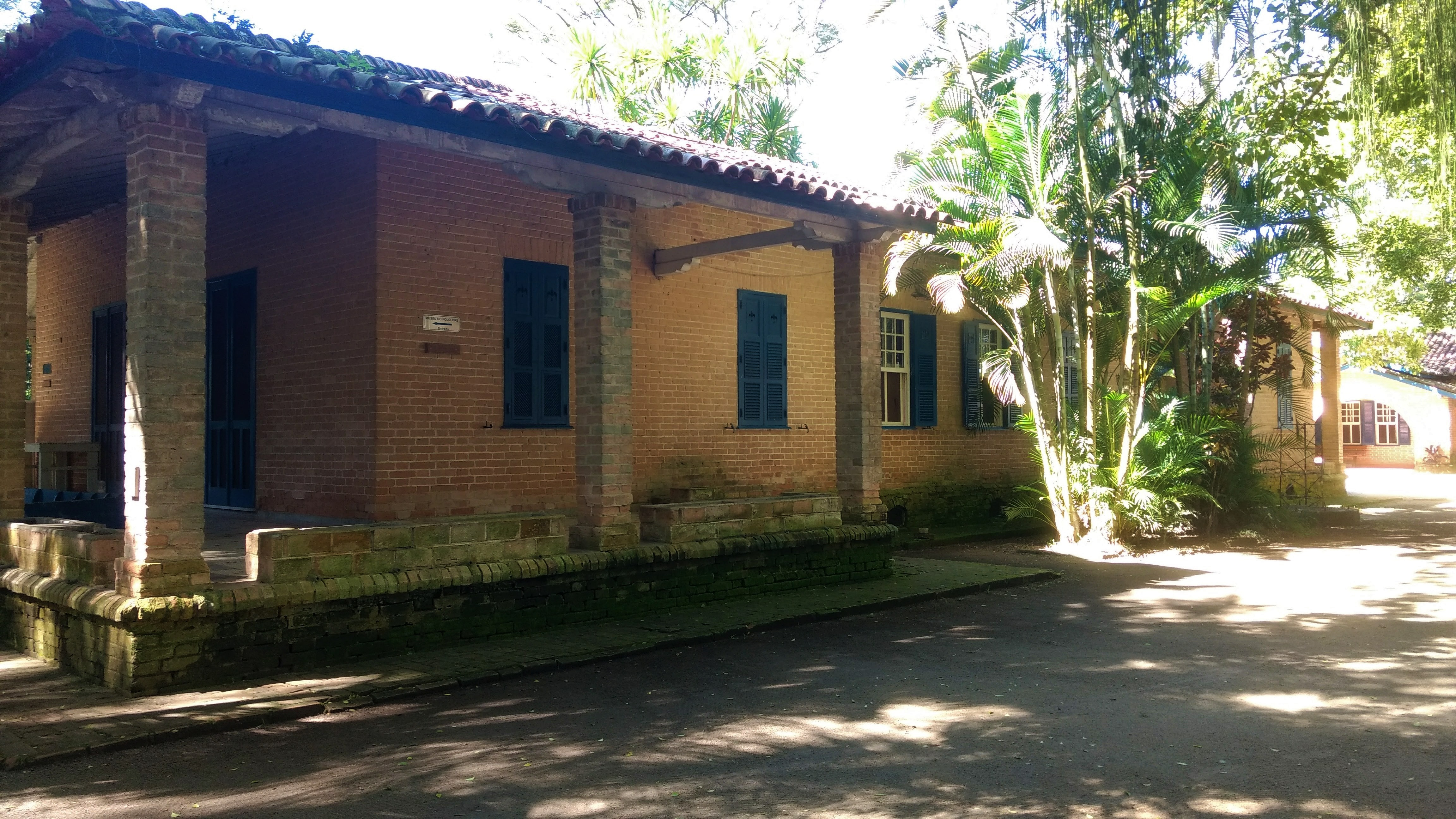
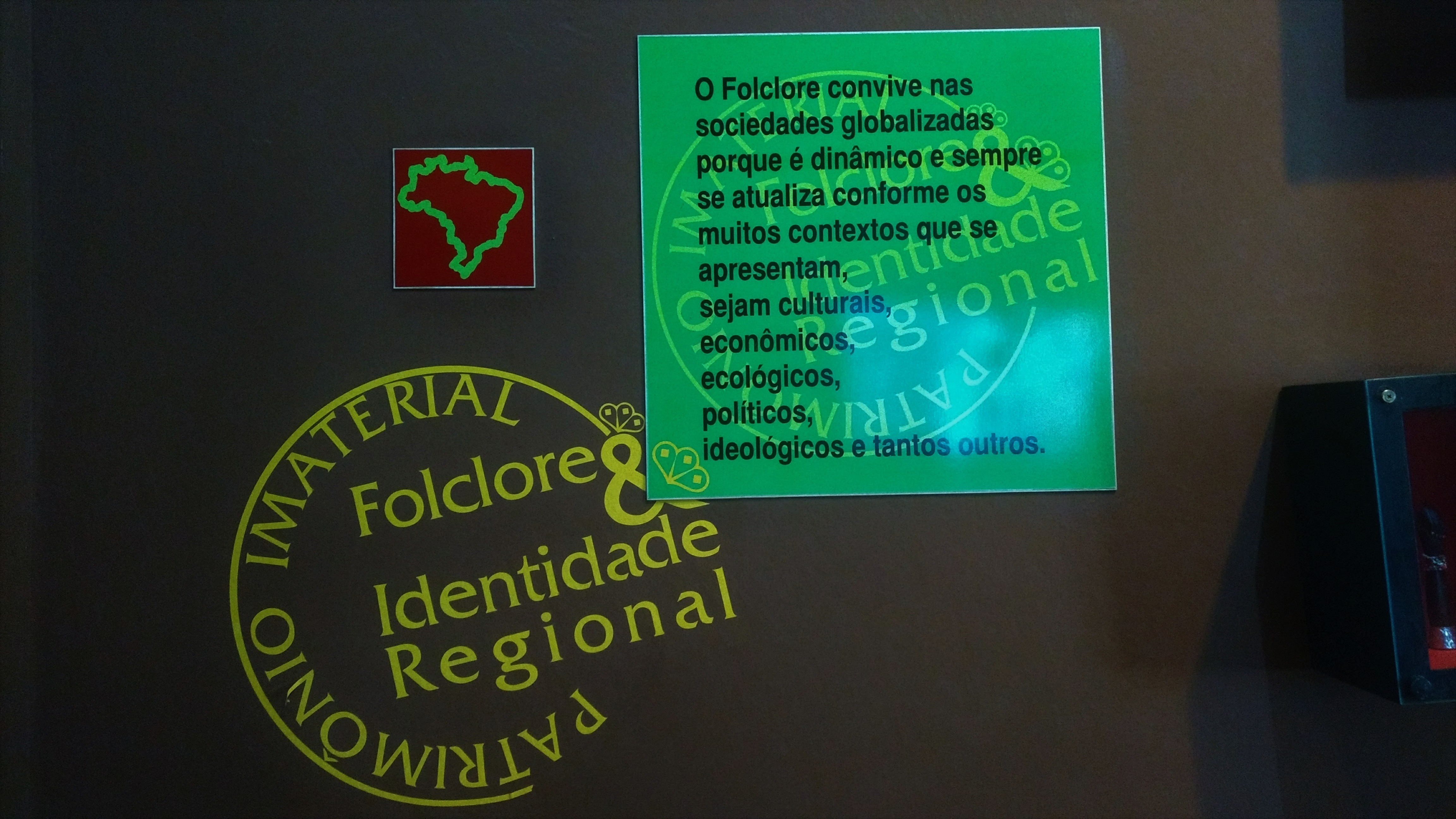
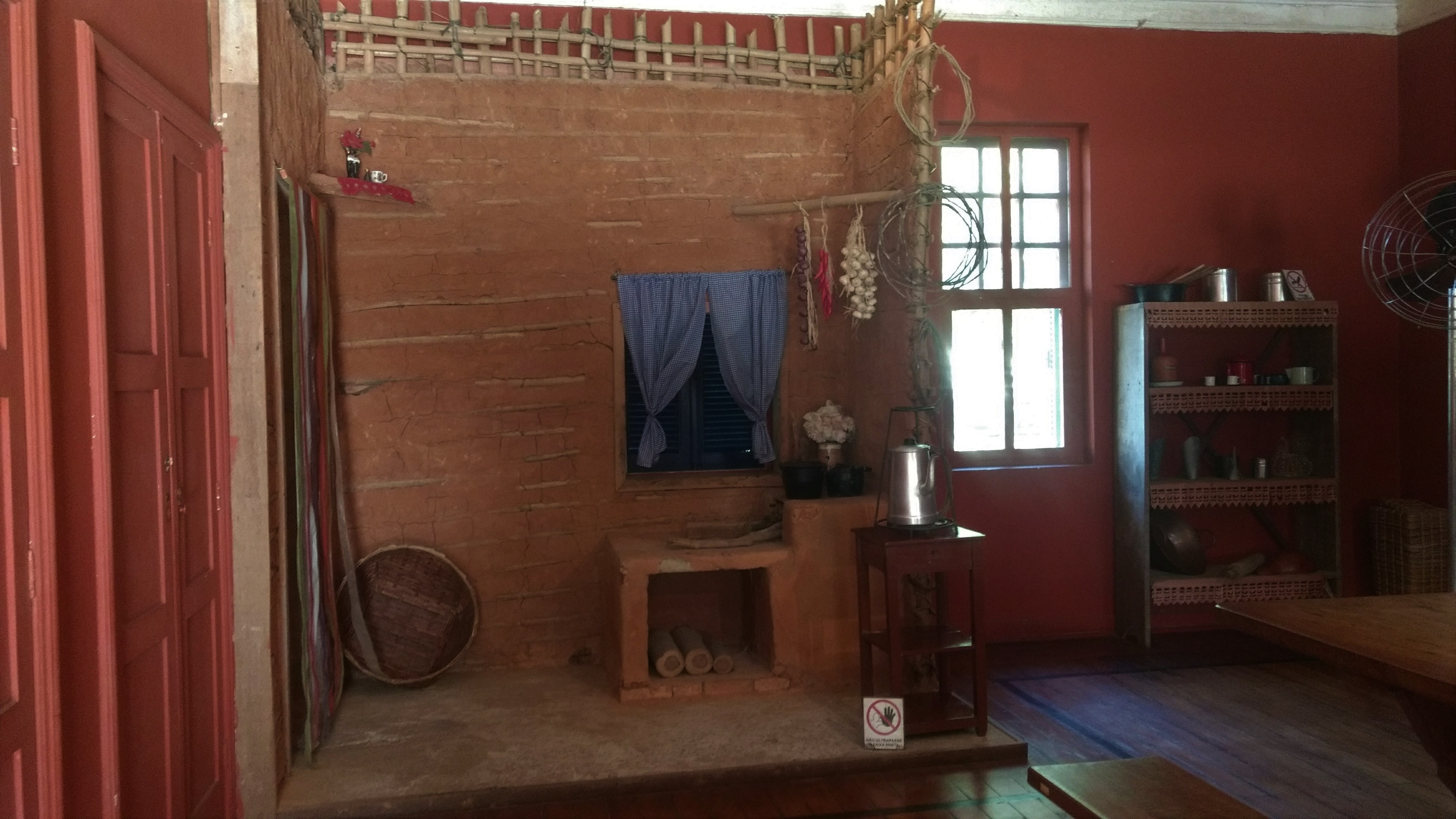
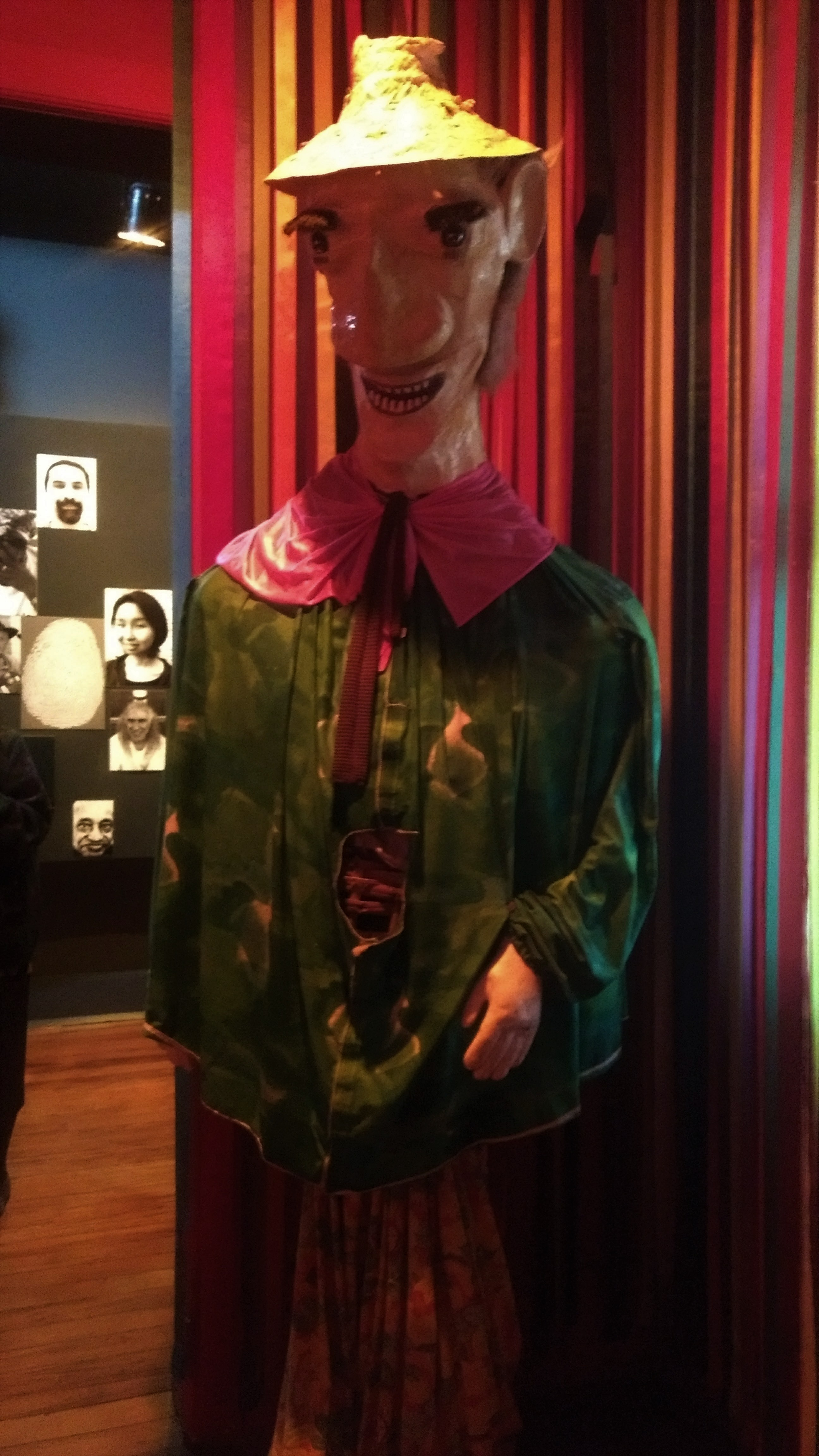
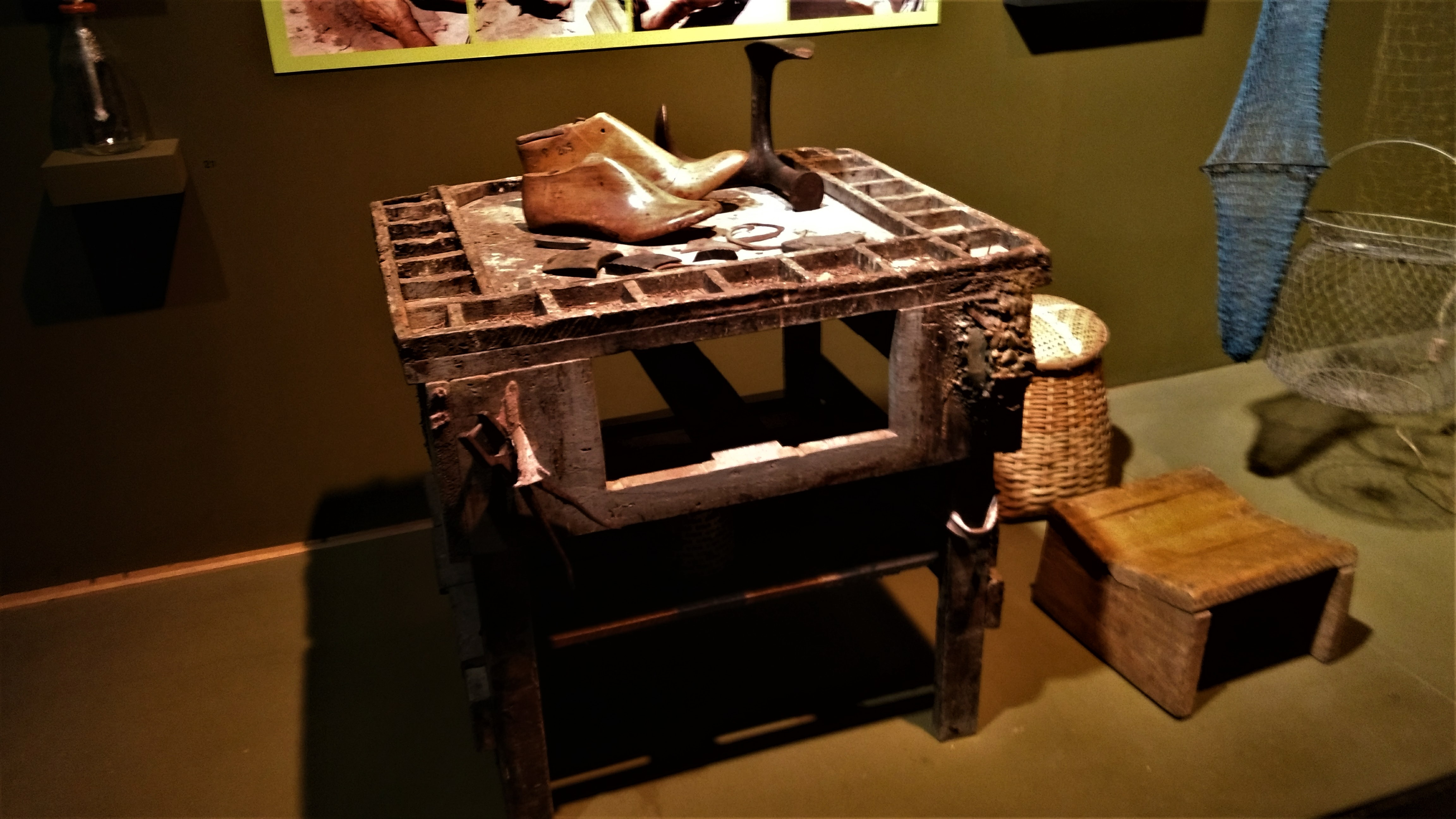
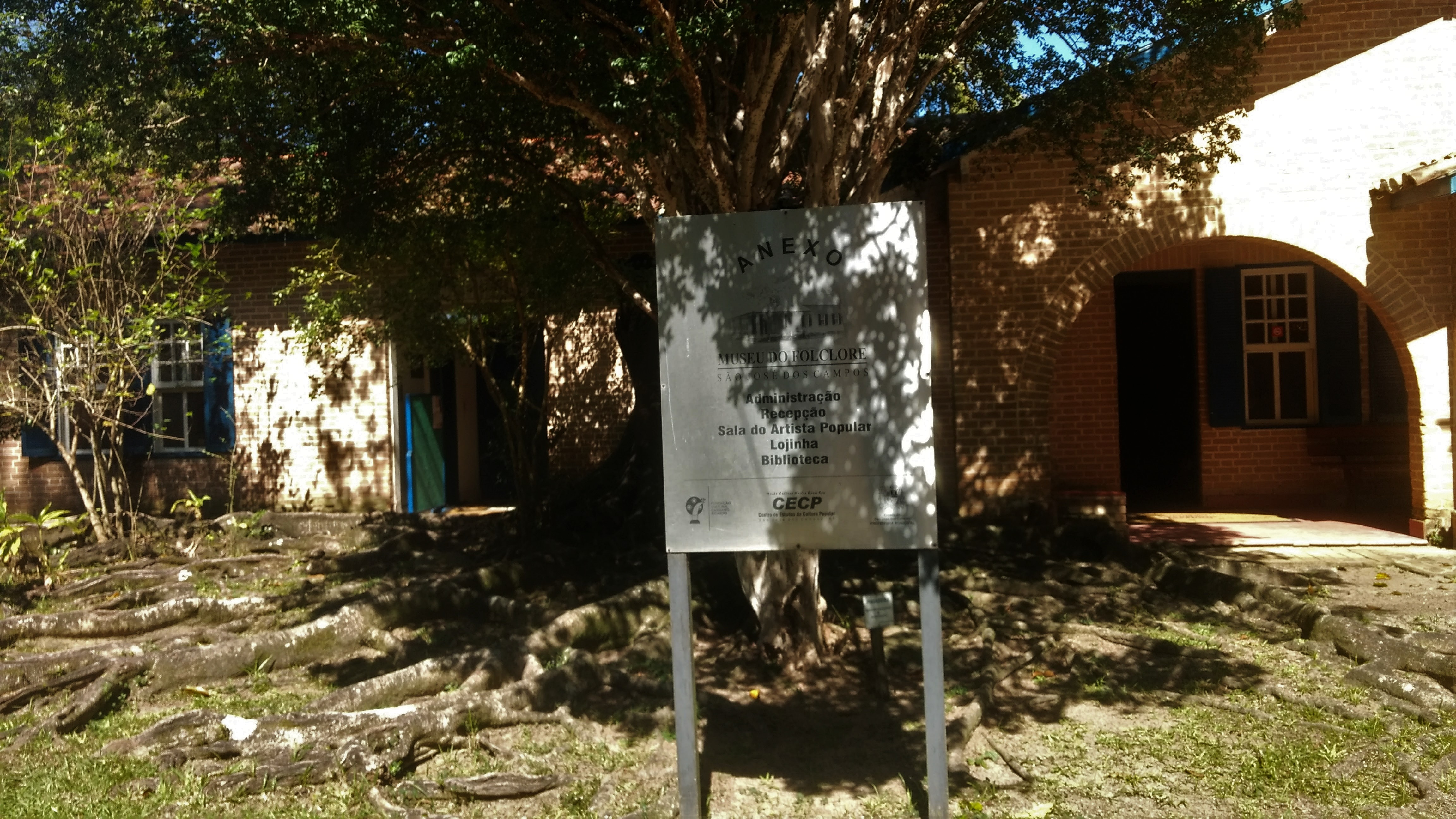
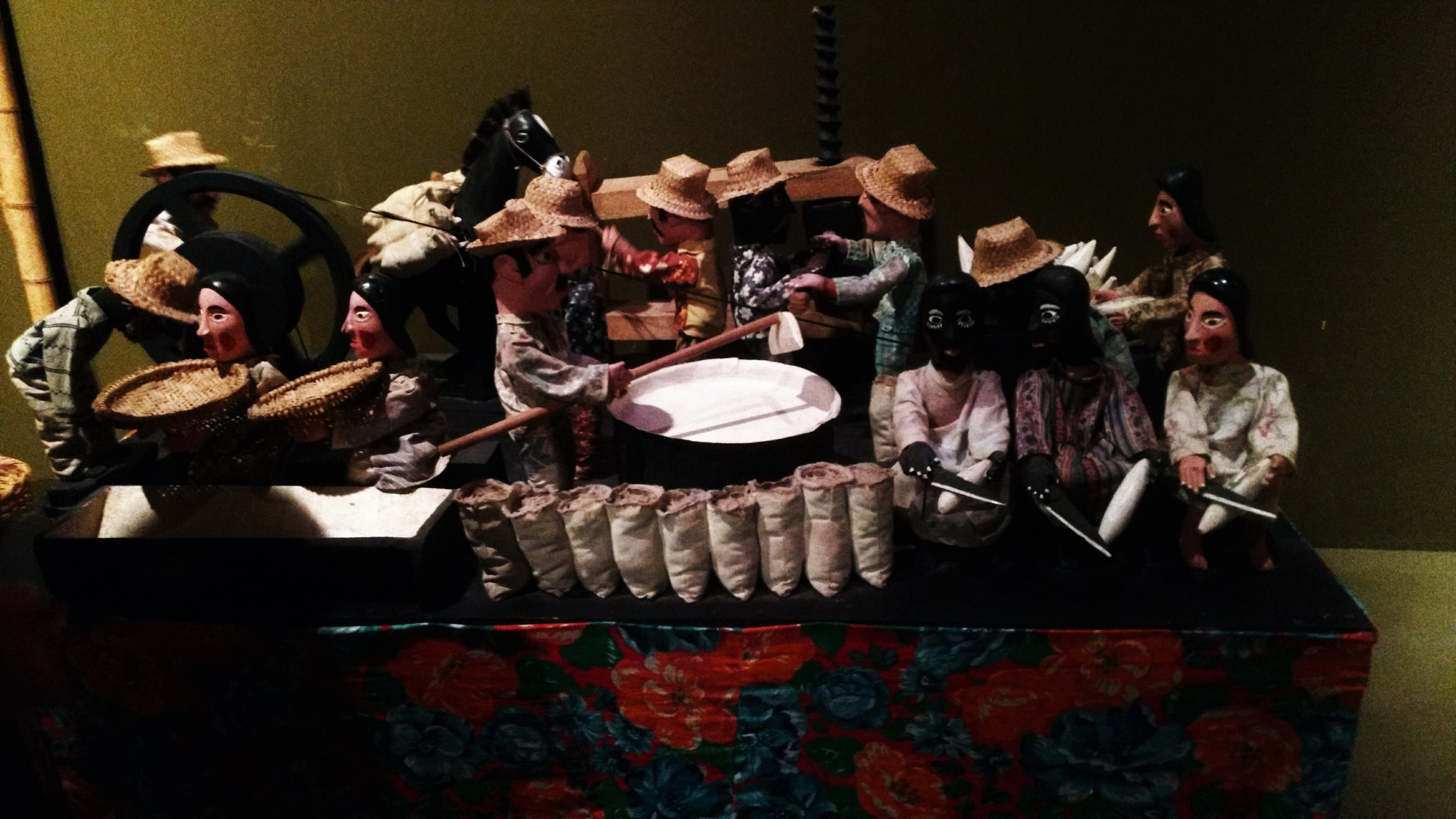
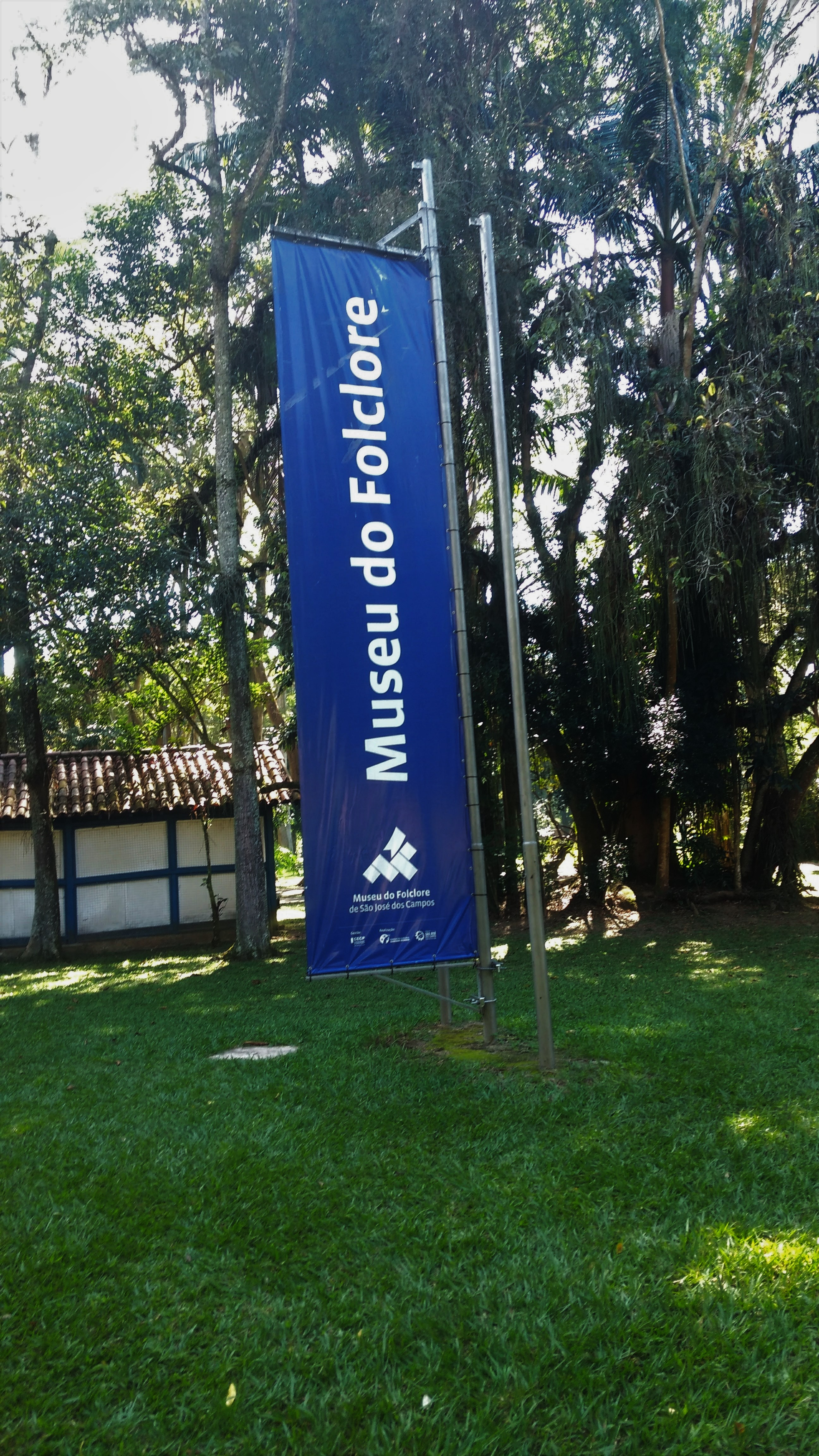